# Pudding Cove
Pudding Cove is een kleine inham in de Canadese provincie Newfoundland en Labrador. Het is een inham van de Chandler Reach, een zeegat aan de oostkust van het eiland Newfoundland. De kleine cove is ruim zeven meter diep. Hij ligt direct ten oosten van Warrick's Cove en 2 km ten zuidwesten van Deer Island en de Deer Island Tickle.
Pudding Cove heeft vooral relevantie omdat haar oevers, evenals de kustlijn in de onmiddellijke omgeving ervan, decennialang een kleine nederzetting huisvestte bestaande uit cabins (kleine recreatiewoningen). Het betrof allemaal uitsluitend per boot bereikbare tweede verblijven van mensen uit de omgeving, gelegen in het relatief afgelegen bosgebied ten noorden van het local service district Lethbridge and Area.
In juli 2025 vond er een grote bosbrand in het gebied plaats, dewelke de Chance Harbour Wildfire werd genoemd (naar de iets oostelijker gelegen Great Chance Harbour). De kleine nederzetting rondom Pudding Cove werd (net als die rondom de Warrick's Cove) door deze brand vrijwel volledig in de as gelegd, net als ruim 1.660 hectare van de omliggende bossen. Van de ruim twintig vakantiehuizen bleef er uiteindelijk slechts één overeind.